# Дама из Гвардамара
Дама из Гвардамара (исп. Dama de Guardamar) или Дама Кабессо Луцеро (исп. Dama de Cabezo Lucero) — памятник иберийского искусства, обнаруженный во время археологических раскопок 22 сентября 1987 года  близ Гуардамар-дель-Сегура в провинции Аликанте. Хранится в Археологическом музее Аликанте.